# Gillertjärnen (Nordmarks socken, Värmland)
Gillertjärnen är en sjö i Filipstads kommun i Värmland och ingår i Göta älvs huvudavrinningsområde.